# Sonny Clay
William Rogers Campbell "Sonny" Clay (15 de mayo de 1899, Chapel Hill, Texas - 13 de abril de 1973, Los Ángeles) fue un pianista, baterista y director de orquesta de jazz estadounidense,  que tuvo un impacto inusual en el desarrollo del jazz australiano.

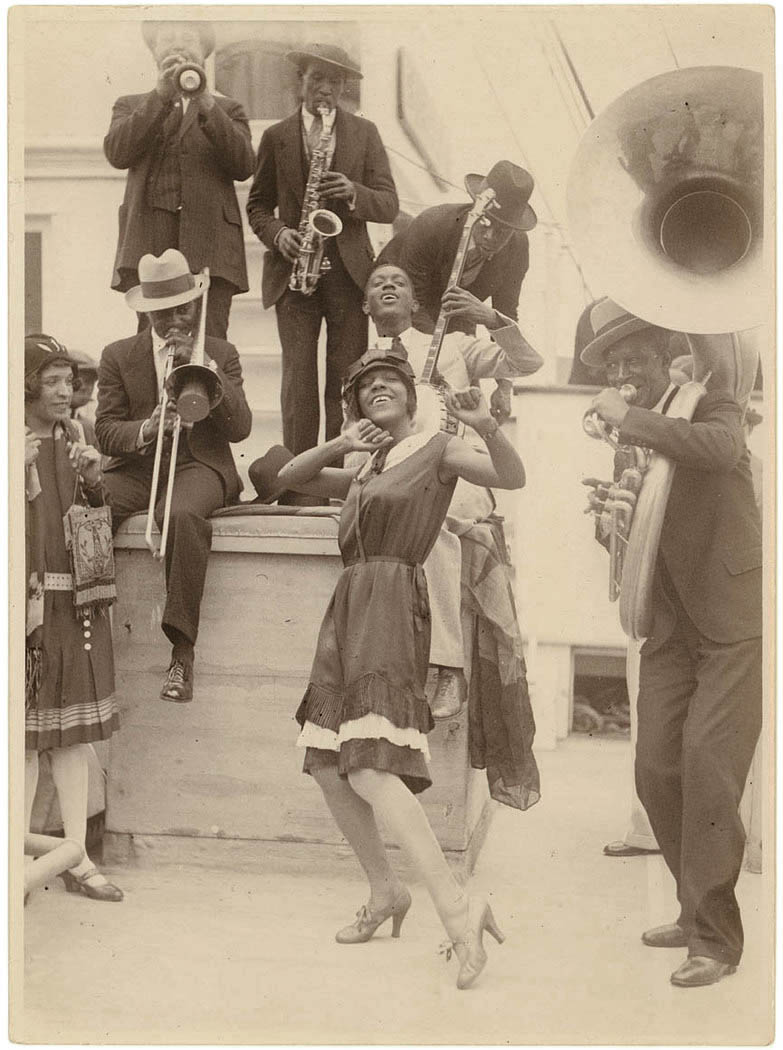
Sonny Clay Band, Australia, 1928

## Biografía
La familia de Clay se mudó a Phoenix cuando él tenía ocho años; Tocó la batería y el xilófono desde temprana edad. A partir de 1915 estudió piano, tocando con Charlie Green y Jelly Roll Morton en México hacia 1920. Tocó la batería para Reb Spikes en California en 1921 y tuvo su primera experiencia discográfica respaldando a Camille Allen en 1922. Más tarde ese año tocó con Kid Ory en la Academia de Baile Hiawatha en Los Ángeles. 
En 1923 formó su propia banda, Eccentric Harmony Six; este conjunto grabó en Vocalion Records como California Poppies  en 1923 y Stompin' Six  en 1925. También actuó bajo los nombres de bandas Plantation Orchestra  y Hartford Ballroom Orchestra. Su banda consiguió un concierto regular transmitiendo en las estaciones de radio KNX en 1925 y KFI en 1926.
En 1928, llevó a su banda (anunciada como Sonny Clay's Coloured Idea) a una gira por Australia, con Ivie Anderson (más tarde vocalista de Duke Ellington) como una de las cantantes que acompañaban a la orquesta.  El grupo tocó en Sydney y Melbourne con gran éxito, pero los problemas con los sindicatos y con los cambios de sede (sus contrataciones iniciales fueron en escenarios de vodevil, pero fechas adicionales en salones de baile los llevaron a problemas relacionados con la raza con las autoridades locales) dieron como resultado que ganaran algo de dinero. notoriedad. Mientras corrían rumores sobre el uso de drogas y el mestizaje entre los miembros negros de la banda y las mujeres blancas, el grupo fue objeto de una redada policial que se convirtió en una sensación en la prensa nacional. Como resultado, Clay y su banda fueron deportados y el gobierno australiano resolvió prohibir la entrada de todos los músicos negros al país, prohibición que impidió a Louis Armstrong realizar giras por el país hasta 1954. 
A su regreso, realizó una residencia en el Vernon County Club en Los Ángeles, luego disolvió esta banda y formó una nueva llamada Dixie Serenaders,  que contaba con Teddy Buckner y Les Hite entre sus miembros. Clay tocó como solista y dirigió bandas hasta 1941, momento en el que dirigió una banda como miembro de la División de Servicios Especiales. Se retiró de la música en la década de 1940, pero regresó alrededor de 1960 para grabar en solitario y tocar en clubes.